# Alliaria petiolata
La aliaria, hierba del ajo o ajera (Alliaria petiolata) es una especie de planta fanerógamas perteneciente a la familia Brassicaceae. Es natural de toda Europa y Asia occidental hasta la India donde crece en terrenos frescos y umbríos.

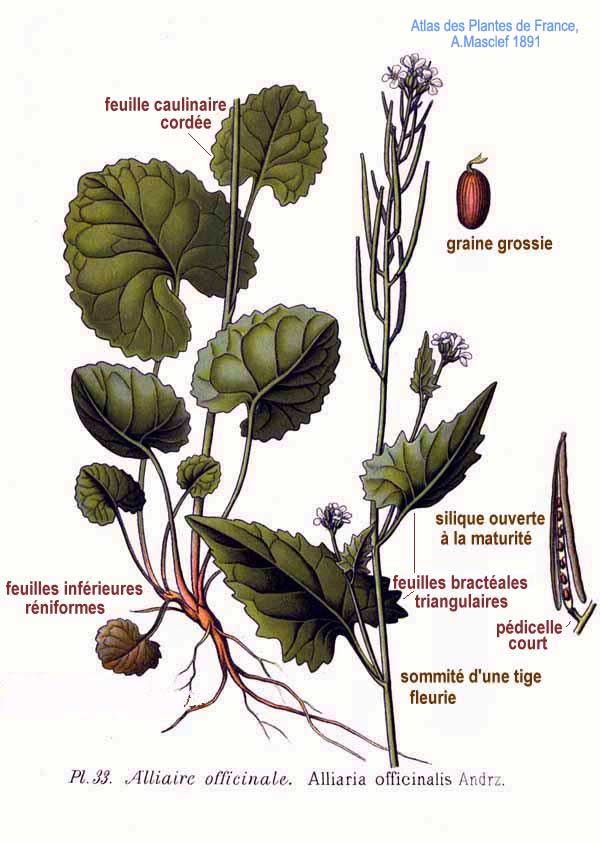
Ilustración

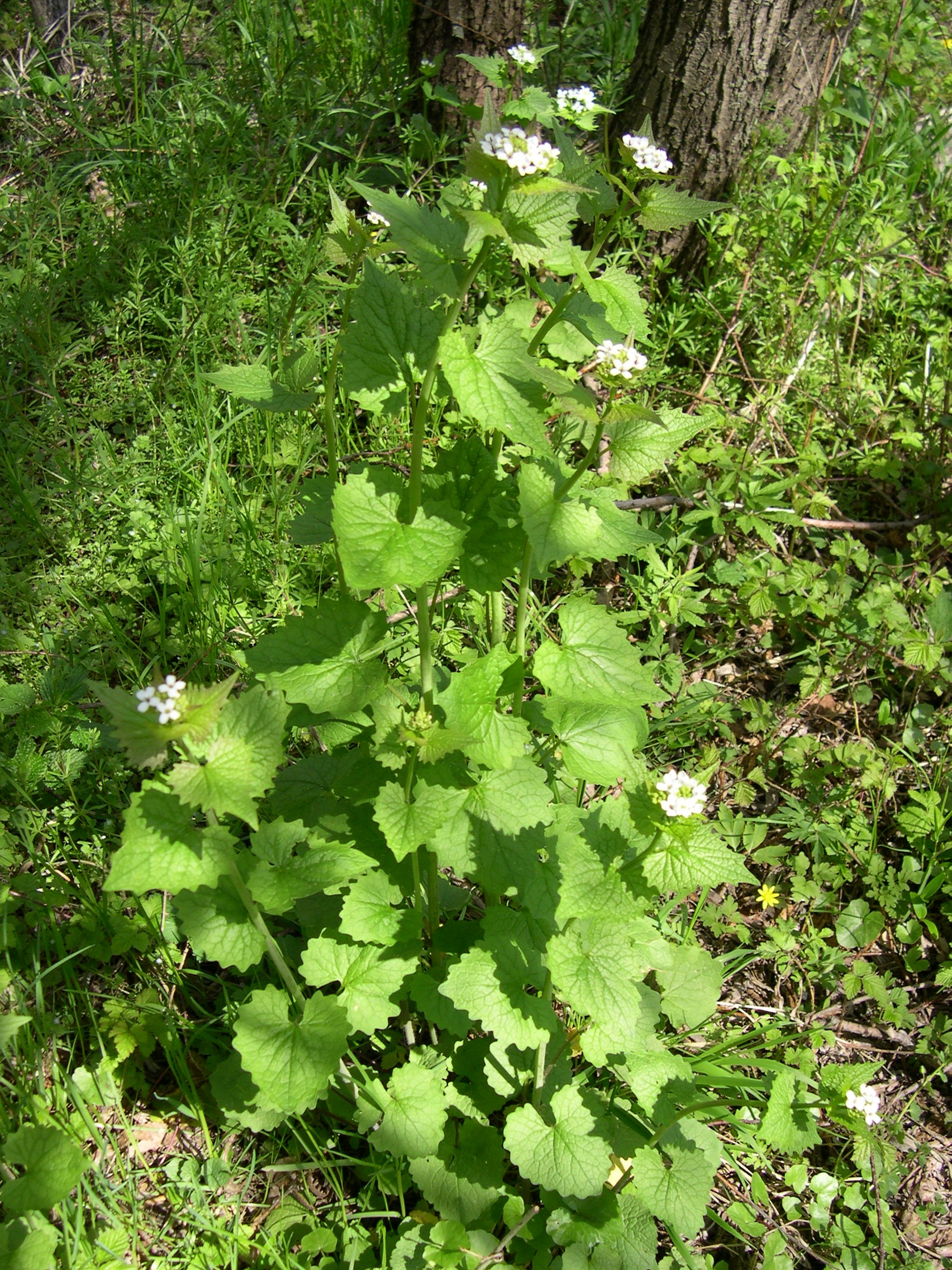
Vista de la planta

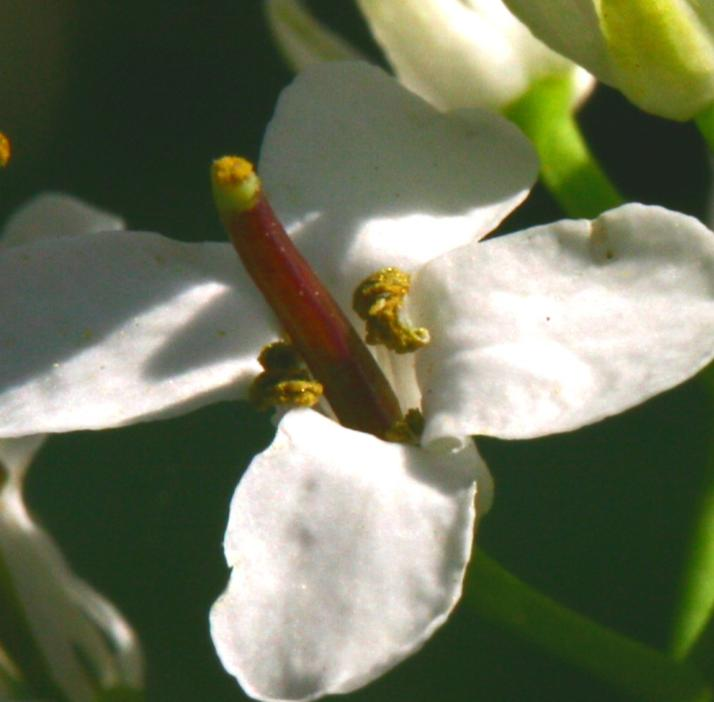
Detalle de la flor

## Descripción
Planta bienal, alcanza hasta 100 cm de altura en su segundo año. El nombre genérico Alliaria, que se asemeja a Allium, se refiere al potente olor a ajo que desprenden las hojas al frotarlas.
Las hojas son erguidas, triangulares o acorazonadas de unos 10 a 15 cm de largo (de los cuales alrededor de la mitad del tamaño está formado por el pecíolo) y de 2 a 6 cm de ancho, con márgenes toscamente dentados. En los especímenes bianuales, las plantas del primer año forman una roseta de hojas verdes cerca del suelo; estas rosetas se conservan verdes durante todo el invierno floreciendo la primavera siguiente. Las flores aparecen en primavera y otoño formando racimos con apariencia de botón. Cada flor es blanca y pequeña con cuatro pétalos de unos 4 a 8 mm de largo y 2-3 de ancho en forma de cruz.
El fruto es una vaina verde, erecta y delgada de cuatro lados de 2 a 7 cm de largo llamada silicua, al madurar torna al gris amarronado pálido. Contiene dos filas de pequeñas y brillantes semillas negras que son liberadas al romperse la vaina. Una sola planta puede producir cientos de semillas que se diseminan a varios metros de la planta madre. Dependiendo de las condiciones, la hierba de ajo se autopoliniza o es polinizada por diferentes clases de insectos. Las semillas autofertilizadas son genéticamente idénticas a la planta madre, lo que incrementa la posibilidad de que puedan colonizar una zona si el genotipo las favorece. La dispersión a largas distancias es más probable debida a la intervención humana o la fauna salvaje del lugar, ya que aunque pudieran ser transportadas por el agua no flotan bien y la dispersión anemófila (por el viento) es buena.
Distribución
Se extiende por Europa, desde la península ibérica a las islas británicas y el norte de Escandinavia, Asia occidental y central, África noroccidental, la zona norte y noreste de la India y la China occidental (Xinjiang). Fue introducida a Estados Unidos con fines culinarios, pero se ha convertido en una planta invasora, considerada una plaga.
Etimología
Aliaria debe su nombre al fuerte olor a ajo que desprende, en especial cuando se desgarra. En la antigüedad se preparaba en salsas al igual que el ajo.

## Taxonomía
Alliaria petiolata fue descrita por (M.Bieb.) Cavara & Grande y publicado en Bulletino dell' Orto Botanico della Regia Università de Napoli 3: 418. 1913.
Sinónimos
- Alliaria alboi Sennen
- Alliaria officinalis Andrz. ex M.Bieb.
- Arabis petiolata M.Bieb. basónimo
- Erysimum alliaria L.[3]
- Alliaria alliacea (Salisb.) Britten & Rendle
- Alliaria alliaria (L.) Huth [Invalid]
- Alliaria fuchsii Rupr.
- Alliaria mathioli Rupr.
- Arabis alliaria Bernh.
- Clypeola alliacea Crantz
- Crucifera alliaria E.H.L.Krause
- Erysimum alliaceum Salisb.
- Erysimum cordifolium Pall.
- Hesperis alliaria (L.) Lam.
- Sisymbrium alliaceum Salisb.
- Sisymbrium alliaria (L.) Scop.[4]

Nombre común
- Castellano: ajera, aliaria, alliaria, hierba ajera, hierba de ajo, hierba del ajo, hoja del gañán, yerba de ajo, yerba del ajo, yerba que huele a ajos, zancaraña[3]

## Propiedades
- Diurético, sudorífico y contra el escorbuto.
- Se ha recomendado como vermífugo contra los parásitos intestinales.
- En uso externo se usa contra las llagas infectadas.[5]
- Principios activos: Contiene esencia con azufre que con la acción de la mirosina (presente también en las semillas), produce sulfato de alila. Pectina, sinigrina, carotina.[5]

Indicaciones
Es estimulante, diurético, sudorífico, antiescorbútico, anticatarral, vermífugo, antiasmático, antiséptico, vulnerario, detersivo, expectorante. Se ha usado para la cura del asma, la infusión de hojas escaldadas o el cocimiento de hojas maceradas en aceite. Internamente, en infusión y cocimiento para diarreas e inflamaciones intestinales, también para eliminar parásitos intestinales. Como lavativa para enfermedades vaginales infecciosas. El polvo de semillas trituradas, aspirado por la nariz o ingerido, se usaba en desvanecimientos, crisis de epilepsia y espasmos. El jugo de las hojas frescas o las compresas de semillas trituradas dan muy buenos resultados en afecciones de la piel.
 Aviso médico
Otros usos
Las hojas tiernas se utilizan en ensalada, dan el gusto del ajo. Antiguamente se usó para obtener un tinte amarillo.